# Orosomukoid
Orosomukoid (ORM) är ett glykoprotein och ett plasmaprotein med lätt negativ laddning vid fysiologiskt pH. Proteinet är en akutfasreaktant och dess molmassa är något lägre än albuminets. Dess enda kända biologiska funktion är att transportera basiska och neutrala lipofila ämnen i blodet. Dessa kemiska egenskaper gör att proteinet binder och transporterar flertalet vanliga läkemedel som betablockerare, steroider och många antidepressiva.
I medicinsk diagnostik mäter man nivåerna av orosomukoid främst som ett mått på inflammatorisk aktivitet. Orosomukoid bildas framför allt i levern men även i lymfocyter. Sänkta nivåer av proteinet kan ses vid till exempel levercirros, nefrotiskt syndrom eller som ett svar på östrogen.